# Lady Tom
Lady Tom (настоящее имя — Simone Kromer; род. в 1978 году, в городе Ленцбург) — диджей, продюсер и модель из Швейцарии, её направления — транс и хардстайл. Свой псевдоним она позаимствовала у своей собаки, которую она зовёт Том.
Lady Tom работает диджеем с 16 лет и записала в 1999 году свой первый сингл «It’s A Dream», вместе с которым она заняла место во всех DJ-чартах, а в немецком оказалась на 81 строчке в «Media Control Charts». Её дебютный альбом Wild Child вышел в 2000 году, за ним последовали другие альбомы. Её хитом стала в 2004 композиция «Into My Mind», которая поднялась на первую строчку в чартах[каких?]. Наряду с этим Lady Tom выпустила несколько компиляций, принимала участие в фестивалях «Mayday» и «Парад любви», а также в Mainstation 2005, где кроме этого выпустила компиляцию. В 2005 она основала собственный лейбл «Acova Recordings».

## Дискография

### Студийные альбомы
- 2003 — Sound Of Mystery
- 2004 — Hardstyle Queen
- 2004 — Hardstyle Queen 2
- 2005 — Hardstyle Queen 3
- 2007 — Hardstyle Queen 4
- 2012 — 10 Months

### Синглы
- 1999 — It’s A Dream
- 2000 — Loops & Tings
- 2000 — House of House